# 沃揚波爾卡河
沃揚波爾卡河（俄语：Воямполка）是俄羅斯的河流，位於堪察加半島，河道全長約167公里，流域面積7,950平方里，最終注入鄂霍次克海，是鮭魚的產卵地。